# Тестовый матч (крикет)
Тестовый матч в крикете — особый формат проведения матча, один из трёх основных форматов (наряду с ODI и Twenty20). В отличие от крикета с ограниченными оверами, тестовый крикет ограничивает продолжительность матча по времени, а не по количеству подач. Тестовый крикет является старейшей формой международных состязаний в этом виде спорта. Матчи такого рода могут проходить только между полными членами Международного совета крикета, в данный момент насчитывается двенадцать команд подобного уровня. Матч может быть признан тестовым только представителями совета, в отличие, например, от регби-15, где каждый участник матча вправе признать или не признать встречу тестовой. Первый тестовый матч в истории крикета состоялся 15 марта 1877 года между сборными Англии и Австралии на мельбурнском стадионе MCG. Победителями встречи стали хозяева, австралийцы. В честь столетия тестового крикета команды встретились в 1977 году. Как и в матче вековой давности, победу одержали представители Зелёного континента. Интересно, что матч также завершился с преимуществом австралийцев в 45 ранов. Появление слова «тест» для описания матчей высшего уровня обусловлено тем, что длительные изнуряющие матчи должны были стать настоящей проверкой, тестом для обеих команд.
Тестовые матчи имеют некоторые характеристики, отличающие их от состязаний в других форматах. Участники тестового матча соревнуются на протяжении четырёх иннингсов, в двух из которых роль отбивающей принимает одна команда, в двух других — вторая. Как правило, команды отбивают по очереди, однако правила игры предусматривают исключения. Тестовые матчи часто проходят в течение пяти дней, каждый день предусматривает шесть часов игрового времени. Если к концу запланированного времени матча победитель не будет выявлен, объявляется ничья-дроу (англ. draw). Ничья объявляется даже в том случае, если одна из команд ведёт в счёте. Если оба иннингса завершились, все игроки обеих команд были выведены из игры, и команды набрали одинаковое количество ранов, объявляется ничья-тай. Такой результат в тест крикете случился всего дважды: в 1960 году во встрече команд Вест-Индии и Австралии и в 1986 году во встречe команд Австралии и Индии. Выступая в тестовом матче, игроки каждой команды могут использовать только белую форму. В тестовых матчах используются мячи только красного цвета. В октябре 2012 года Международный совет крикета принял поправки к правилам игры, позволяющие проводить тестовые матчи вечером, при искусственном освещении. Ранее матчи проводились только при естественном освещении.

## Тестовые сборные
| №  | Команда                     | Первый тестовый матч | Количество матчей, сыгранных до первой победы |
| -- | --------------------------- | -------------------- | --------------------------------------------- |
| 1  | Англия                      | 15 марта 1877 г.     | 1                                             |
| 2  | Австралия                   | 15 марта 1877 г.     | 0                                             |
| 3  | ЮАР                         | 12 марта 1889 г.     | 11                                            |
| 4  | Вест-Индия                  | 23 июня 1928 г.      | 5                                             |
| 5  | Новая Зеландия              | 10 января 1930 г.    | 42                                            |
| 6  | Индия                       | 25 июня 1932 г.      | 2                                             |
| 7  | Пакистан                    | 16 октября 1952 г.   | 1                                             |
| 8  | Шри-Ланка                   | 17 февраля 1982 г.   | 13                                            |
| 9  | Зимбабве                    | 18 октября 1992 г.   | 10                                            |
| 10 | Бангладеш                   | 10 ноября 2000 г.    | 34                                            |
| 11 | Ирландия (с июня 2017 г.)   | 11 мая 2018 г.       | без побед                                     |
| 12 | Афганистан (с июня 2017 г.) | 14 июня 2018 г.      | 1                                             |